# Bembidion quadrimaculatum
Espèce
Bembidion quadrimaculatum est une espèce d'insectes coléoptères de la famille des Carabidae.